# Richard Gibson
Richard Gibson (Kampala, Uganda, 1 de janeiro de 1954) é um ator inglês.
É mais conhecido pelo seu trabalho na série cómica de televisão 'Allo 'Allo! onde interpretava a personagem Herr Otto Flick, membro da Gestapo.

## Biografia
Gibson nasceu em Kampala, então no Protetorado do Uganda, antes da independência do Uganda. Foi membro do coro da Catedral de São Paulo e estudou na St Paul's Cathedral School, no Radley College perto de Abingdon (Oxfordshire), e na Central School of Speech and Drama.
Participou em diversos papéis quer nos palcos quer na televisão, e desde 2006 tem sido um convidado regular de The Daily Telegraph World Cup Pubcast, onde normalmente toma o papel de Herr Flick, sendo um pouco mais simpático.